# 山陽学園中学校・高等学校
山陽学園中学校・高等学校（さんようがくえんちゅうがっこう・こうとうがっこう）は、岡山県岡山市中区にある私立の中学校および高等学校（私立中高一貫校）。広島県廿日市市にある山陽女学園中等部・高等部とは無関係である。

## 学科・コース

### 中学校

#### 特別進学コース
- シラバスの従った中高一貫の学習指導計画により、中学3年では先取り学習や発展的学習を行い、実力をつける。
- 長期休暇補習や勉強合宿では高校のスーパー特進の先生からのアドバイスを受けることができる。
- 主要3教科を強化したカリキュラムで標準単位より1.5倍の授業時間数を確保。
- 毎週土曜講座を行い、演習問題を中心にした授業で応用力をつける。

#### 進学コース
- 公立中学校より多い授業時間（国語・英語・数学）を確保。
- 英語教育に力を入れ、常駐のネイティブ教員や多くの留学生と交流している。
- 希望者には高校音楽科教員による特別レッスン（ピアノ・声楽・ミュージカルなど）を週1回程度受けることも可能。

### 高等学校

#### 設置学科・コース
- 普通科
  - 進学コース
  - 特別進学コース標準プログラム
  - 特別進学コース発展プログラム
  - 特別進学コース選抜プログラム
  - Musicコース

## 沿革
山陽英和女学校（のちに山陽女学校）を前身とする。

### 年表
- 1886年（明治19年） - 岡山基督教会の有志により岡山区（現・岡山市）中山下に「山陽英和女学校」として創立。
- 1887年（明治20年） - 上道郡門田村大字門田（現岡山市御成町）に移転。
- 1889年（明治22年） - 岡山基督教会からの要請により、教師上代淑[注 1]が梅花女学校より赴任。
- 1890年（明治23年） - 山陽女学校に改称し手芸科を付設。
- 1898年（明治31年） - 山陽高等女学校に改称。
- 1908年（明治41年） - 上代淑、山陽高等女学校の校長に就任。
- 1945年（昭和20年） - 6月29日、岡山空襲により校舎を全焼。11月、倉敷市酒津の倉敷レイヨン敷地内に倉敷分校開設（1948年廃止）。
- 1947年（昭和22年） - 学制改革により中学校を併設。門田屋敷の現校地に移転。
- 1948年（昭和23年） - 高等学校を設置、山陽女子中学校・高等学校に改称。
- 1950年（昭和25年） - 山陽女子洋裁学院設置（1953年廃止）。
- 1951年（昭和26年） - 学校法人山陽学園発足。
- 1958年（昭和33年） - 上代淑校長、岡山市名誉市民に推載される。
- 1959年（昭和34年） - 上代淑校長逝去。岡山市・山陽学園合同葬。
- 1964年（昭和39年） - 水泳の木原美知子選手、オリンピック東京大会に出場。
- 1966年（昭和41年） - 高校に音楽科設置。
- 1969年（昭和44年） - 付属教育機関として、山陽学園短期大学開校。
- 1972年（昭和47年） - 創立85周年記念体育館落成。
- 1976年（昭和51年） - 学園創立90周年記念式。
- 1978年（昭和53年） - 鉄筋3階建ての寄宿舎完成。
- 1986年（昭和61年） - 学園創立100周年記念式典及び祝賀会を挙行。
- 1994年（平成06年） - 付属教育機関として、山陽学園大学開校。
- 2000年（平成12年） - 文部省から「読書活動優秀実績校」の表彰受ける。
- 2006年（平成18年） - 学園創立120周年記念式典及び祝賀会を開催。
- 2015年（平成27年） - 1月9日、新校舎落成式[2]。
- 2020年（令和02年） - 共学化。山陽学園中学校・高等学校に改称。
- 2025年（令和07年） - 新西校舎落成。

## 学生生活

### 部活動
山陽高等女学校時代　軟式庭球部（現ソフトテニス)が全国レベルで活躍。昭和13年に沢田・青山組が全国中等学校大会、伊勢神宮奉納女子選手権大会に優勝している。
競泳選手の木原光知子は山陽女子高等学校在学中の1964年（昭和39年）に前東京オリンピックに出場した。
テニス部は岡山県屈指の強豪として知られており、山陽女子高等学校時代の1968年（昭和43年）には全国高等学校総合体育大会テニス競技大会女子団体で全国優勝している。
ソフトテニス部も全国大会出場の常連であり、山陽女子中学校時代に第４７回（平成２８年）、第４８回（平成２９年）、第４９回（平成３０年）全国中学校体育大会の団体戦で優勝し三連覇を達成している。

### 制服
本校の制服は、小野塚秋良によってデザインされたものである。
渡辺麻友（AKB48）が全国の制服を着用した姿を掲載した写真集「渡辺麻友 制服図鑑 最後の制服」（2013年4月19日、ISBN 978-4087806779）を発売するにあたり、日本全国から可愛い制服写真を集英社が募集したところ、本校の制服が採用され、写真集に含まれることとなった。
加えて、全校の中から2校だけが選ばれる優秀賞「渡辺麻友がキミの学校のポスターになってくれる権」を受賞することとなり、ポスターは一時、岡山駅に貼られることとなった。

## 系列校
- 山陽学園大学
- 山陽学園短期大学
- 山陽学園短期大学付属幼稚園

## 著名な出身者
- 竹越竹代（婦人運動家）
- 木原光知子（水泳選手）
- 湯木博恵（バドミントン選手）
- 原田マハ（作家）
- 辻文香（山陽放送アナウンサー）
- 桃瀬美咲（女優、タレント）
- 蒼乃夕妃（元宝塚歌劇団月組トップ娘役）
- 都姫ここ（元宝塚歌劇団花組娘役）

## アクセス
- JR岡山駅桃太郎口に至近の、岡山駅前電停より、岡山電気軌道東山本線に乗車（所要時間15分）、終点東山・おかでんミュージアム駅電停下車、徒歩3分。
- JR岡山駅より、両備バスの県庁経由西大寺方面行に乗車（所要時間20分）、「山陽学園中学・高校前」で下車、徒歩3分。